# ثروات عائلة بوش: أفضل ديمقراطية يمكن للمال أن يشتريها
ثروات عائلة بوش: أفضل ديمقراطية يمكن للمال أن يشتريها هو فيلم وثائقي صدر في عام 2004 من إخراج ستيفن غرانديسون وجريج بالاست. يتناول الفيلم عدة جوانب من رئاسة جورج بوش الابن، بما في ذلك الانتخابات الرئاسية الأمريكية لعام 2000 وحرب العراق. يستند الفيلم إلى إنتاج بي بي سي لعام 2003 "ثروات عائلة بوش"، وهو مقتبس عن كتاب صدر عام 2002 بعنوان "أفضل ديمقراطية يمكن للمال شراؤها" للصحفي الاستقصائي غريغ بالاست، الذي قضى سنوات في تتبع أنشطة عائلة بوش لصالح بي بي سي وصحيفة الغارديان.
استند البحث الذي أُجري للفيلم الأصلي لهيئة الإذاعة البريطانية، والذي ادعى الكشف عن فضيحة الخدمة العسكرية لجورج بوش الابن، إلى مصادر استخدمها أيضًا مايكل مور في فيلمه فهرنهايت 9/11 (2004) ولقطات استُخدمت بواسطة روبرت غرينوالد في فيلمه غير مسبوق: الانتخابات الرئاسية الأمريكية لعام 2000 (2002).

## ملخص الفيلم
تبدأ أحداث الفيلم بلقطات أولية من مقابلة مقطوعة مع مدير الانتخابات في فلوريدا، كلايتون روبرتس، الذي يغادر الغرفة بشكل مفاجئ.

### البطل الحربي
يقدم بالاست جورج بوش الابن مع إشارة خاصة إلى صورته الشعبية كبطل حربي، والتي تعززت في أذهان العامة بعد هبوطه على حاملة الطائرات الأمريكية يو إس إس أبراهام لينكولن في خطاب "المهمة أنجزت" عام 2003. ويكشف الطيار البحري السابق تشارلز دبليو "بيل" وايت كيف كان هبوط بوش محاولة لإعادة تمثيل هبوط طيار بطل في فيلم توب غان وكان مجرد دعاية. يواصل بالاست الادعاء بأن جورج بوش الابن استخدم نفوذ والده للحصول على إعفاء من التجنيد في الحرس الوطني الجوي لولاية تكساس، وهو ما يعتبره البعض تهربًا من الخدمة العسكرية. بعد ذلك، فشل بوش في الوفاء بالتزاماته بالخدمة في هذا المنصب.

### المرشح
ينتقل بالاست إلى حملة بوش الانتخابية الرئاسية لعام 2000، حيث يدعي أن حاكم فلوريدا جيب بوش ووزيرة خارجية فلوريدا كاثرين هاريس استخدما نفوذهما لتطهير قوائم الناخبين، مما أثر على الأصوات المؤيدة لجور بشكل كبير، وذلك من خلال جمع "قائمة المجرمين المزيفة" لتي ساعدت في تطهير وإقصاء أصوات الناخبين الداعمين للمرشح آل جور، بواسطة شركة خاصة تدعى دي بي تي/تشويس بوينت، مقابل مبلغ 4 ملايين دولار أمريكي.

### المال
يواصل بالاست تحليل الجهات المانحة لحملة بوش الانتخابية، مثل الرئيس التنفيذي لشركة إنرون، كينيث لاي، الذين كانوا جزءًا من شبكة "الرواد" الخاصة ببوش. هؤلاء الأفراد ساهموا بمبالغ ضخمة من خلال أفراد العائلة والأصدقاء، ويزعم بالاست أن هؤلاء المانحين استفادوا فيما بعد من رئاسة بوش عبر تعيينات حكومية رفيعة المستوى، عقود حكومية بدون مناقصات، أوامر تنفيذية، وتخفيف القيود التنظيمية.

### النفط
يقدم بالاست ما يسميه "دورة بوش"، حيث تستخدم عائلة بوش الأموال للوصول إلى المناصب السياسية، ثم تستغل هذه المناصب لتحقيق المزيد من الثروة. يعود ذلك إلى السيناتور بريسكوت بوش، الذي ساهم في دخول العائلة إلى مجال النفط. يستشهد بالاست بمثال شركة هاركن اينرجي التابعة لجورج بوش الابن التي حصلت على عقد للتنقيب في الخليج العربي، ويزعم أن ذلك كان بفضل رئاسة جورج بوش الأب.

### العلاقة
بالاست يدّعي أن جورج بوش الابن، قبل وبعد هجمات 11 سبتمبر، قام بعرقلة التحقيقات المتعلقة بأفراد عائلة بن لادن وغيرهم من الأثرياء السعوديين المتهمين بتمويل تنظيم القاعدة. ويُقال إن هؤلاء الأفراد قد ضخّوا أموالًا في مشاريع تجارية لعائلة بوش عبر رجل الأعمال جيمس آر. باث، الذي كان شريكًا في ملكية شركة اربستو اينرجي الفاشلة لبوش الابن. يكشف تشارلز وايت، طيار بحري سابق وشريك باث في الأعمال وصديقه المقرب في الثمانينيات، أنه المصدر الذي أظهر لأول مرة الإقرارات الضريبية والبيانات المالية الشخصية لباث، والتي أوضحت أن باث حصل على 5% من ملكية شركة اربستو كعمولة نقدية مقابل تحويل أموال من بن لادن إلى بوش.

### الخطة: العراق
بالاست يختتم ادعاءاته بإعلان بوش الحرب على العراق، حيث يزعم أن هذا القرار اتُّخذ لتنفيذ استراتيجية طويلة الأمد وُضعت في بداية رئاسة بوش. وفقًا لهذه الاستراتيجية، كان الهدف تقسيم وبيع جميع أصول العراق، خاصة النفط، لصالح المانحين من الشركات الداعمة لعائلة بوش، وذلك على حساب مصالح الشعب العراقي وطموحاته الديمقراطية.

## المشاركون
المشاركون في الفيلم هم مجموعة من الشخصيات الرئيسية التي تقدم شهادات ووجهات نظر حول مختلف المواضيع المتعلقة بعائلة بوش والانتخابات الأمريكية وحرب العراق:
- كلايتون روبرتس – مدير الانتخابات في فلوريدا
- جيم هايتاور – المفوض الزراعي السابق لتكساس
- تشارلز وايت – طيار بحري سابق وشريك طويل الأمد لبات
- تيري جونسون– زميل جورج بوش في الكلية
- روبرت ديتر – زميل جورج بوش في الكلية
- بيل بوركيت – مقدم متقاعد في الحرس الوطني الجوي بتكساس
- ويلي ستين – ناخب من فلوريدا
- بام إيوريو – مشرفة الانتخابات، تامبا، فلوريدا
- كريج ماكدونالد – "العدالة العامة لتكساس"
- أندريا ودين مكويليامز – جماعات ضغط لبوش وإنرون
- نيك كرالجي – جماعة ضغط ديمقراطية
- واين مادسن – كاتب
- بيت بروتون – صحفي استقصائي
- ديفيد روزين – رجل نفط
- ستيفن بوش – عائلات 11 سبتمبر
- رون موتلي – محامٍ
- الجنرال جاي غارنر
- جروفر نوركويست – جماعة ضغط